# Марван II ибн Мухаммад
Марван II (Марван ибн Мухаммад ибн Марван; Марван ал-Химар; Марван Глухой) (688 — 6 августа 750) — последний, четырнадцатый, арабский халиф (744—750) из династии Омейядов, правивший в Дамаске. Внук халифа Марвана I. Известный полководец. У него было два сына, Убайдулла и Абдулла. Они были назначены губернаторами и поддерживали его власть силой. Его сыновьям удалось укрыться в Эфиопии, где погиб, сражаясь, Убайдулла. Наиболее удачливым из Омейядов оказался Абд ар-Рахман, основавший далеко на Западе, в Испании, Кордовский эмират (756).

## Биография

### Полководец и наместник
После смещения с должности наместника Арминийи и Азербайджана Масламы б. Абдул-Малика в 115 г.х. (732 г. н. э.) наместником провинций был назначен Са’ид ал-Хараши, а военачальником региона был назначен Марван. Двумя годами позже, в 117 г.х. (735 г. н. э.) в связи с развившейся у Са’ида ал-Хараши катарактой Марван получил и его полномочия — начав, таким образом, выполнять все функции Масламы б. Абдул-Малика. Со временем Марван, как и Маслама ибн Абдул-Малик, стал на Кавказе фигурой полулегендарной, рассказы о его деяниях обросли многочисленными подробностями и преувеличениями. И если численные преувеличения достаточно очевидны, хронология событий не всегда поддаётся верификации.
Описание прибытия Марвана в Дабил с будто бы 120-тысячной армией из Сирии вызывает сомнения в достоверности — известно, что именно в этот год шла война Халифата с Византией в Малой Азии, на которую были направлены основные силы сирийских арабов. Сомнительность этой цифра подтверждает и то, что немедленно по прибытии Марван приступил к доукомплектованию своих войск армянской конницей. Набор войск осложнился тем, что прижимистый Хишам б. Абдул-Малик в последние три года задерживал жалование местным гарнизонам, а армянским бойцам не выплачивал жалования вовсе. Пользуясь этой ситуацией, часть нахарарских родов под руководством Мамиконянов стремилась подорвать власть арабов в регионе. Марван активно способствовал посольству Ашота III Багратуни в Дамаск, где последний сумел выпросить у халифа недостачу жалования в размере 100 тыс. динариев. После покрытия финансового дефицита недовольство армянских наёмников уменьшилось, а когда в 736 г. н. э. Мамиконяны по приказу Марвана были депортированы в Сирию, ситуация в регионе окончательно стабилизировалась.
Усиленное армянской конницей, войско Марвана в 737 г. н. э. выступило на горные княжества, которые не удалось взять Са’иду ал-Хараши. До конца года были покорены Туман, Хамзин, Шиндан и Табаристан — таким образом, была установлена безопасность тылов в случае войны с Хазарским каганатом. После этого войско Марвана прошло через Дарьяльское ущелье («Аланские ворота»), а войско коменданта Дербента прошло по побережью; таким образом, хазары не успели перехватить ни одну из армий. Совместными усилиями были взяты крупные города, которые раньше не удавалось взять штурмом — такие, как Баланджар и Самандар. Достигнув Сахр ас-Сакалиба, войско Марвана разгромило объединённое войско хазар и подступило к границам Каганата уже вплотную.
Войны против хазар и аланов убедили Марвана б. Мухаммада в необходимости реформирования вооружённых сил халифата. Вместо системы, замешанной на традициях клановой преданности, Марван создал более компактное и мобильное войско, в которое на сопоставимых правах стали включаться и наёмники-неарабы. Всем воинам стали регулярно выплачивать жалованье, а командование было поручено кадровым военным.
Смерть Хишама б. Абдул-Малика и восшествие на престол его племянника, ал-Валида б. Йазид, Марван б. Мухаммад как наместник северных провинций встретил спокойно. Узнав о начале распространения Йазидом б. ал-Валидом слухов, порочащих честь нового халифа, Марван обратился к своему двоюродному брату Са’иду ал-Хараши с просьбой воспользоваться своим авторитетом для подавления волнений. Слывший большим знатоком хадисов, Са’ид предпочёл воздержаться от участия в конфликте. За неимением повода для силового вмешательства Марван б. Мухаммад воздержался от активных действий. Не в последнюю очередь благодаря этому Йазид б. ал-Валид сумел утвердить свои позиции среди колеблющихся жителей Дамаска и в конце марта 744 г. н. э. осуществить захват столицы. Хотя Марван б. Мухаммад и сохранил лояльность ал-Валиду II, он исполнял обязанности наместника северных провинций и потому не смог принять участия в битве под ал-Бахрой.
Известие о гибели ал-Валида II застало Марвана б. Мухаммада, когда Химс, Палестина и Урдунн уже поднялись против Йазида III — однако же основные войска под командованием сына Марвана, Абдал-Малика б. Марвана б. Мухаммада, были ещё заняты очередным туром войны с Византией. К тому времени, как летний поход закончился и войска северных провинций смогли выступить против убийцы ал-Валида II, фронда Химса, Палестины и Урдунна уже оказалась подавлена, однако бойцы ещё не были осведомлены об этом. Войска Марвана выступили с требованием отстранения Йазида III и передачи власти детям ал-Валида II. Проигрыш химской и палестинской оппозиции вскрылся, когда войско Марвана встало лагерем под Джазирой — после чего йемениты под командованием Сабита б. Ну’аймы вследствие нежелания ссориться с сирийцами ночью покинули войско Марвана. Из-за уменьшения количества бойцов джазирцы потребовали выдачи внеочередного вознаграждения — и Марвану пришлось удовлетворить их требования в полном объёме. К Харрану войско подошло серьёзно деморализованным, так что когда гонец от Йазида III предложил Марвану мир на условиях расширения подвластных последнему территорий, тот согласился.
Через полтора месяца Йазида III скончался, завещая власть своему брату Ибрахиму б. ал-Валиду. Восстание с Химсе и восстание Марвана на этот раз совпали по времени: пока войско халифа под командованием Абдул-Азиза б. ал-Хаджжаджа осаждало Химс, Марван успел взять Ракку. Правительственные войска были разбиты в битве под Халебом, после чего Марван начал марш на Дамаск. Последняя попытка остановить его продвижение правительственными войсками обернулась для последних катастрофой: в битве при реке Нахр ал-Джарр отряд лесорубов соорудил мост, позволивший 3 тыс. конникам Марвана атаковать войско Сулаймана б. Хишама с незащищённого фланга и тем самым обратить в паническое бегство. Оставшееся до Дамаска расстояние войска Марвана преодолели почти одновременно с войсками Ибрахима. Войско Марвана вступало в город, когда Йазид ибн Халид ибн Абдаллах ал-Касри добивал сыновей ал-Валида II, заточённых в темнице. С бегством Ибрахима из тюрьмы вышел правнук Му’авийи б. Абу Суфьяна Зийад б. Абдаллах, более известный в историографии как Абу Мухаммад ас-Суфйани, сумевший склонить колеблющихся жителей присягнуть Марвану как новому халифу. Сам Марван в город, однако, не вступал в течение 4-5 дней, принимая делегации с изъявлением покорности в лагере за городской стеной. Лишь когда окончательно стало ясно, что наследников ал-Валида II не осталось, Марван б. Мухаммад согласился принять титул халифа.

### Халиф
Умаййадский халифат находился в процессе распада уже не первый год. Ещё при Хишаме б. Абдул-Малике окраинные провинции Халифата сотрясали бунты, хрестоматийными примерами которых являются восстание ал-Хариса ибн Сурайджа в Хорасане, восстание Зайд б. Али в Иране, восстание берберов в Ифрикиййе и столкновения арабских группировок при захвате аль-Андалуса. То, что за полтора года со смерти Хишама успело смениться три халифа, а с минбара говорил уже четвёртый, только ухудшило ситуацию. Всё большее влияние набирали различные течения хариджитов, а действия алидов и аббасидов становились всё более открытыми.
Дополнительно положение Хишама осложнил дисбаланс племенных группировок. Со времён Абдул-Малик б. Марвана все халифы опирались на сирийских арабов, посылали их в провинции для укрепления власти наместников — а потому за пределами Сирии они держались как единая сила, забывая о противоречиях кальбитами и кайситами. Марван, придя в Сирию с армией кайситов, лишился подобной опоры, настроив против себя кальбитские племенные группировки. По совокупности причин бунты начались в течение месяца. Со временем они переросли в полноценную гражданскую войну, вошедшую в историю как Третья фитна.

#### Бунты в Мессопотамии, Сирии и Египте
Египет поначалу принял нового халифа спокойно — наместником провинции являлся Хафс б. ал-Валид ал-Хадрами, назначенный ещё Хишамом б. Абдул-Маликом. И Мекка, и Медина так же спокойно приняли нового халифа, поскольку новым наместником был назначен внук халифа Сулеймана б. Абдул-Малика. Однако жители Месопотамии отказались принимать нового наместника, вследствие чего Марвану пришлось отправить против них войска; когда же основные силы (укомплектованные выходцами северо-арабских племён) покинули Сирию, восстание подняли и жители Химса, населённого преимущественно южными арабами. Произошедшее принудило Марвана остановить наступление на Мессопотамию и повернуть к Химсу. Стремясь не допустить бунта в Египте, Марван сместил Хафса б. ал-Валида ал-Хадрама и назначил на его место Хассана б. Атхиййу, однако это не успокоило, а взбудоражило провинцию. Прибыв в Египет 12 джумады 127 г.х. (21 марта 745 г. н. э.), Хасан б. Атхиййа пробыл в провинции лишь 16 дней — в то время как Хафс б. ал-Валид ал-Хардам принял отставку спокойно, новому наместнику воспротивилось войско. Во время пятничной молитвы, 27 марта 745 г н. э., некто обратился к присутствующим с речью, призывавшей свергнуть и Хассана б. Атхиййу, и Марвана б. Мухаммада — и во всей мечети нашёлся лишь один человек, осмелившийся возразить. Обстановку подогрело прибытие посланника из осаждённого Химса, призывавшего египтян последовать примеру сирийцев.. В тот же день недовольные осадили резиденцию Хассана б. Атхиййи и предложили ему убираться, куда захочет; видя безвыходность положения, Хассан подчинился и 27 джумады покинул Египет. Занятый делами Сирии и Ирака, Марван не мог отправить армию ещё и в Египет и был вынужден уступить требованиям египтян, восстановив на посту Хафс б. ал-Валид ал-Хадрами. Повторное его правление оказалось недолгим — через месяц из Ифрикийи вернулся Ханзала ибн Савфан, смещённый с поста в связи с неудачами в подавлении берберских восстаний.

#### Утрата центральной власти в Восточной половине Халифата
Население Куфы, традиционно стоявшее в оппозиции к центральной власти Умаййадов и уже неоднократно поднимавшее восстания, фактически нуждалось только в харизматичном лидере. Такой лидер появился сразу после поражения войска Сулаймана б. Хишама — некто Исма’ил б. Абдаллах ал-Касри, подделавший грамоту от имени уже отрекшегося от власти Ибрахима б. ал-Валида о назначении себя наместником Ирака. Самозванец нашёл активный отклик у какого-то количества населения. Узнав об этом, действующий наместник провинции Адбаллах ибн Умар немедленно послал отряд для подавления мятежа — и в первом же бою Исма’ил, опасаясь, что подделка раскроется, призвал всех поверивших ему людей сложить оружие на основании того, что Ибрахим отрёкся, а Марван стал законным правителем. Арабское население Куфы раскололось.
Адбаллах ибн Умар воспользоваться проверенным способом заручиться доверием арабов — золотом — и раздал внеочередное жалование. Местные ши’иты вспомнили об Абдаллах б. Му’авийе б. Абдаллахе, правнуке Джафара, единоутробного брата Али б. Абу Талиба, приехавшего с двумя братьями в Куфу искать материальной поддержки, и обратились к нему как к человеку из семьи Пророка взять объявить себя халифом. Абдаллах согласился, после чего ши’иты провели его сначала во дворец, где объявили правителем, а после — в мечеть, где провели присягу. Узнав о произошедшем, в Куфу стали прибывать посланцы из ан-Нила и ал-Мадаина, так что в течение недели Абдаллах б. Му’авийа уверился в своих силах и повёл своих сторонников на ал-Хиру, где располагалась ставка Абдаллаха б. Умара. Расчёт оказался ошибочным: в битве под Хирой войско Абдаллаха б. Му’афийи было разбито и отступило в Куфу, где было окружено и держало осаду несколько дней. В переговорах о сдаче интересы Абдаллаха защищал вождь раби’итов Умар б. Гадбан, сумевший выторговать прощение для всех раскаявшихся мятежников, а для убеждённых шиитов — возможность беспрепятственно покинуть Куфу и уйти куда пожелают. Абдаллах б. Му’авийа и его наиболее уверенные сторонники отступили в район Хамадана, однако конфликт не был исчерпан. Вследствие этого Марван сместил с поста наместника Ирака Адбаллах б. Умар б. Абдул-Азиза и назначил на его место Ан-Надр б. Са’ида ал-Хараши, главу кайситов — однако старый наместник отказался покидать свой пост. В Ираке сложилось двоевластие: в Куфе приказы отдавал ан-Надр, а в Хире — Абдаллах.
Ссылаясь на двоевластие в провинции, восстание поднял Сулайман б. Хишам, после поражения Ибрахима б. ал-Валида получивший прощение Марвана б. Мухаммада. Расположившись в Русафе, Сумайман созвал своё войско и объявил себя халифом. Против него Марван отправил войско Йазида б. Хубайры. Битва под Русафой обернулась катастрофой для Сулаймана, лагерь которого оказался захвачен, а сам он вынужден был спасаться бегством. В плен попали его сыновья — в том числе, старший Ибрахим б. Сулайман — и Йазид приказал показательно казнить всех (порядка 3000) пленных. Часть войска, укрывшаяся за крепостной стеной Русафы, сдалась после обстрела камнями — все сдавшиеся (порядка 300 человек) были проданы в рабство. Сам же Сулайман б. Хишам вернулся в Химс и сумел поднять его жителей на очередной мятеж; в горах ас-Саммах это войско было застигнуто конницей Марвана и так же разбито. Сулайману удалось скрыться и на этот раз — он ушёл степью в Ирак, где нашёл покровительство Адбаллах б. Умара.

#### Восстаниехариджитовв Ираке
Пользуясь слабостью центральной власти, в мае 745 г. н. э. активировались группировки хариджитов, укрывавшиеся в предгорьях Загроса. Предводитель наиболее крупного отряда, Са’ид б. Бахдал, ко времени описываемых событий умирал от болезни; в соответствии с хариджитским учением, он приказал провести выборы нового главы общины. Сначала были выдвинуты 10 выборщиков, потом из их числа было выдвинуто 4 — и лишь они утвердили нового вождя хариджитов, ад-Даххака б. Кайсу.Войско хариджитов разделилось: первый отряд захватил Тикрит — важный центр на дороге между Мадаином и Мосулом — а второй осадил Мадаин. Для защиты города Абдаллах б. Умар отправил крупный отряд — однако, когда хариджиты подступили к Мадаину с двух сторон сразу, войско отступило за Тигр и разрушило за собой мост. Войско хариджитов, пополнившись в Дейр ас-Салиба и Нахр Иса, в среду,12 мая подступило к самой Куфе.
Несмотря на то, что Куфа не имела крепостной стены, битва продолжалась до пятницы. Поздней ночью сирийская часть войска самовольно покинула осаждённый город, так что утром субботы Абдаллах обнаружил, что город защищать некому, и бежал в Васит. Ан-Надр, не принимавший участия в боях под Куфой, так же решил сменить диспозицию — из Хиры в Кадисийу — однако был перехвачен по дороге и убит в бою. Так Куфа перешла хариджитам; ад-Даххак б. Кайса объявил, что не будет преследовать мирных жителей и даже даёт им 3 дня на то, чтобы присоединиться к нему или беспрепятственно уйти. Благодаря столь мирному переходу власти в городе, хариджитам достались неповреждённый арсенал и казна. В первый день рамадана (6 июня 745 г. н. э.) ал-Даххак покинул Куфу и отправился осаждать Васит. В отличие от Куфу, Васит крепостную стену имел, вследствие чего быстрой победу одержать не удалось; осада затянулась на 2 месяца. После изнурительной осады стороны погли на соглашение: за Адбаллахом б. Умаром признавалось право на все земли от Васита до Фарса, а за ал-Даххаком — право на всё им завоёванное. Сулайман б. Хишам, до этого пользовавшийся покровительством Адбаллаха б. Умара, переметнулся на сторону ал-Даххака вместе со своими 3 тыс. воинов. Это свидетельствует о том, как далеко зашла деморализация общества: представитель правящего рода счёл возможным присоединиться к идейному противнику рода. Только после произошедшего Марван снял с должности наместника Ирака Адбаллах б. Умара.и назначил на его место Йазида ибн Умара ибн Хубайру, приказав ему незамедлительно отвоевать Куфу. Приказ этот был запоздалым.
В зу-л-ка’де (августе) 745 г. н. э. войско ад-Даххака, усиленное бойцами Сулаймана, двинулось к Мосулу — общее число бойцов достигло 20 тыс.. Комендант города, пытавшийся с небольшим отрядом преградить путь, был убит; жители открыли ворота. То обстоятельство, что и комендант города, и сам ад-Даххак оба принадлежали к бану шайбан, но находились в противоположных лагерях, говорит о том, что далеко не все конфликты находились в плоскости межплеменных отношений. Узнав об этом, Марван приказал своему сыну Абдаллаху б. Марвану, управлявшему Джазирой, укрепиться с 8-тысячным отрядом в Нисибине, чтобы перекрыть дороги на Руху и Харран. Узнав о численности защитников, ад-Даххак осадил Нисибин, однако не смог взять его штурмом. Абдаллах не имел достаточно сил, чтобы дать бой в открытом поле — а потому осада продолжалась в течение двух месяцев. В конце октября ад-Даххак снял осаду с Нисибин и осадил Ракку, которую обороняли 5 тыс. воинов — однако его войска атаковала 5-тысячная армия Марвана. Ад-даххак вынужден был отступить; все пленные, захваченные Марваном, были показательно казнены на месте. Повторное сражение войск Марвана и ад-Даххака состоялось под Кафр Тусой, в 70 км западнее Нисибина. Бой был долгим и упорным; на поле осталось порядка 3 тыс. убитых, погиб и сам ад-Даххак — однако в темноте ни та, ни другая сторона этого не заметили.
Марван приказал выставить на поле боя «знамя помилования» — придя к которому, воины противника молги просить о прощении преступлений — однако не сообщается, прибег ли кто-либо из хариджитов к такому способу. Хариджиты избрали новым вождём ал-Хайбари и все, включая Сулаймана, присягнули ему. Под руководством нового лидера хариджиты атаковали лагерь Марвана и сумели пробиться к ставке халифа, где повалили его шатёр и обратили самого Марвана в бегство. Обычно арабское войско после подобного происшествия оказывалось деморализовано и разбегалось — однако войско Марвана, реформированное после войн с хазарами, продолжило бой. Правый фланг, которым командовал сын халифа Абдаллах б. Марван, атаковал хариджитов, увлёкшихся разграблением ставки халифа. Начальник охраны Абдаллаха б. Марвана обратился к рабам с обещанием свободы для всех так, кто вступит в бой с хариджитами; на призыв откликнулось 3-4 тыс. рабов. Разрозненное войско хариджитов было окружено и подвергнуто избиению; отступить удалось немногим. После этого к Марвану, успевшему удалиться от поля боя на 12 км., был отправлен гонец с известием о победе; халиф присоединился к своему войску.
Второе поражение подряд не сломило боевого духа хариждитов — новым командиром они избрали Шайбана б. Абдул-Азиза — и приготовились к новому бою. Присягнул ему и Сулайман — в доказательство верности он женился на сесте Шайбана и дал совет отступить к Мосулу, где можно будет рассчитывать на поддержку местных жителей. Обе армии встели под мосулом на берегу Тигра, не решаясь начинать бой; источники не указывают дат ни начала, ни окончания этого стояния. К этому времени Йазид б. Умар вёл боевые действия хариджитами Куфы; силами его отряда были последовательно разбиты сначала передовын отряды Мансура б. Джахмура, потом — городской гарнизон под командованием ал-Мусанна б. Имрана, потом — опоздавшие к основной битве подкрепления под командованием Убайды б. Сазара ат-Таглиби. Так армия наместника достигла ас-Сарата — канала на Тигре — и оказалось в тылу у войск Шайбана б. Абдул-Азиза, став гораздо большей угрозой, чем генеральное сражение с войсками халифа. В одну из ночей хариджиты бросили весь лагерь вместе с имуществом и налегке ушли — так, что войска Марвана даже на следующее утро не сразу поняли, что произошло. Жители Мосула вступили в переговоры с халифом, прося прощения за совершённую измену — и получили его (80).
Начались аресты высших чинов провинции. Адбаллаха б. Умара доставили к Марвану, где мятежный экс-наместник был заточён в темницу. Авторитетный Умаййад Бишр б. Абдул-Малик б. Бишр б. Марван, бывший наместником Басра со времён Абдул-Малика б. Марвана, был сначала приговорён к казни — однако потом, вследствие возраста и знатности, приговорён к заточению (82). Все эти события, определившие дальнейшую судьбу Халифата, совершились в пределах 128 г.х — то есть, завершились к 21 сентября 746 г. н. э..
Шайбан б. Абдул-Азиз с немногочисленными сторонниками бежал в Шахразур, потом отступил в Хамадан, после чего достиг Истахра, где укрывался уже Абдаллах б. Му’авийа. Оба хариджита, хотя и принадлежали к одном утечению и равно являлись врагами действующей власти, не сумели договориться о скоординированных действиях. Отправленные Марваном войска под командованием Амира б. Дубайры разбили отряды обоих командиров поодиночке. Под Джируфтом потерпел поражение Абдаллах б. Му’авийа — однако не источники расходятся относительно его дальнейшей судьбы. По одной версии он бежал в Сиджистан, про другой — в Хорасан, по третьей — был взят в плен и доставлен в темницу Харрана. Ни одна из этих версий не была ни доказана, ни опровергнута. Неизвестна окончательная судьба и второго руководителя восстания, Шайбана — он бежал то ли в Оман, то ли в Сиджистан. Единственное, в чём все версии сходятся — в том, что к середине 129 г.х. (весне 747 г. н. э.) хариджитские восстания были подавлены.

#### Мятеж в Армении
После занятия Мосула ад-Даххак назначил своим наместником в Армении своего напарника Мусафира ибн Касира, до восстания трудившегося мясников в Байлакане. Действующий наместник провинции, лояльный Марвану, Асим ибн Йазид, приготовил войско к битве под стенами Барда’а — однако Мусафир провёл ночную атаку, в ходе которой войско Асима было разбито, а сам он погиб. Новый наместник от Марвана, Абдалмалик ибн Муслим, так же потерпел неудачу в подавлении мятежа: на дороге между Барда’а и Байлаканом он был убит. Ни одна из сторон не получила значительного преимущества; обе армии вернулись на свои позиции. До конца 128 г.х. мятеж был подавлен.

#### ВосстаниехариджитоввХорасане
Наместник Хорасана, Наср ибн Саййар, назначенный ещё Йазидом III, со времён своего назначения находился в конфликте c Джудайем б. Али ал-Кирмани — застарелом споре между кальбитами и кайситами. Не выходя в первые годы за пределы Мервского оазиса, конфликт этот тем не менее балансировал на грани вооружённого столкновения. Триггером для развития событий стало прибытие за 3 ночи до конца джумады второй (то есть, в воскресенье 4 апреля 745 г. н. э.) из тюркских земель хариджитского вождя ал-Хариса б. Сурайджа. Отряд хариджитов был невелик и не мог начать самостоятельных боевых действий — однако легко стал ядром для консолидации всех, раздражённых конфликтом двух мервских вождей.
Получив помилование и гарантию личной безопасности от Йазида III, ал-Харис неспешно двигался через неспокойный Мавераннахр — но за время его продвижения ситуация в стране стремительно изменилась: Йазид III умер, а его преемника Ибрахима сверг Марван II. Известие о произошедшем могло достигнуть Мавераннахра не позднее середины декабря 744 (самое позднее, к концу декабря) — так что ал-Харис фактически шёл в неизвестность. Данная покойным Яазидом III гарантия личной безопасности была для Марвана II совершенно необязательной — и ал-Харис, ведший войну против единоверцев-мусульман в союзе тюрками при Хишаме б. Абдул-Малике, не мог не понимать этого. Судя по дальнейшим действиям, понимали это и оба мервских вождя.
Наср ибн Саййар встретил ал-Хариса как дорогого гостя: поселил его во дворце бухар-худата, прислал ковры, подушки и иные предметы обихода — а так же установил жалование в размере 56 дирхемов ежедневно, что втрое превышало жалование, установленное Умаром б. ал-Хаттабом для ближайших сподвижников Пророка. Ал-Харис делил всё вышеперечисленное со своими сторонниками — даже когда Наср через свою жену подарил ал-Харису соболью шубу, тот продал её за 4 тыс. динаров и разделил выручку между товарищами. Насру он заявил, что не интересуется мирскими благами, если Наср пообещает «следовать Корану и обычаю Пророка», то ал-Харис поддержит его в борьбе против любых врагов; если такое же обещание даст кто-то иной, ал-Харис поддержит уже его. Как губернатор, Наср ибн Саййар, не рискнул принять подобного предложения; находящийся в оппозиции к нему Джудай б. Али ал-Кирмани не решился вступать в союз с хариджитом, опасаясь обвинения в попытке мятежа.
Призывы ал-Хариса к справедливости в сочетании с его спартанским образом жизни привлекли на его сторону недовольных конфликтом двух мервских вождей — до начала весны 745 таковых набралось порядка 3 тысяч. Весной же начались боевые действия против хариджитов Ирака, что нарушило шаткое равновесие в Хорасане. Ал-Харис покинул дворец бухар-худата, стал лагерем возле городских стен и начал открытую пропаганду хариджистских идей; к нему стало стекаться ещё больше сторонников. Наср отправил к ал-Харису посольство с просьбой не разрушать единство мусульман началом новой гражданской войны — и ал-Харис согласился прекратить пропаганду с условием, что мервские вожди прекратят конфликт, разделив между собой полномочия: Наср ибн Саййар примет военные дела провинции, а Джудай б. Али ал-Кирмани — агражданские. Предложение это было отвергнуто как Насром, так и Джудайем; всё, на что они были согласны — это консультации в вопросе назначения правителей Тохаристана и Самарканда. Ища компромисс с ал-Харисом, Наср пообещал ему пост наместника Мавереннахра и 300 тыс. дирхемов в придачу — вождь хариджитов отказался; Наср предложил ему возглавить поход против неверных, обещая щедрое финансирование и право распределять добычу — снова отказ. Ал-Хариса устраивал только совет (шура), решения которого были бы обязательными для всех. К пропаганде жариджитов стали прислушиваться представители племён, лояльных уже самому Насру — так что ему пришлось напоминать им, что «он никогда не обижал их». Тогда ал-Харис разослал проповедников по хорасанской дороге читать его воззвание в мечетях. Взрыв произошёл мгновенно — в последнюю неделю марта 746 г. н. э.
Какой-то из проповедников осмелел настолько, что зачитал воззвание у самых ворот дворца насра в западном пригороде Мерва у канала Маджан, за что был схвачен и побит. В отместку за это ночью 27 марта отряд из 50 верных ал-Харису людей прошёлся по городу с кличем «О Победоносный» (один из эпитетов Аллаха) и, пополнившись сторонниками, украл коней и имущество из дома начальника полиции Салмана ибн Ахваза (85).С рассветом отряды ополчения под командованием Салмана воли в город через ворота Ник и разогнал хариджитов. Крупного боя не произошло — сам ал-Харис в это время молился в какой-то мечети. Наср не решился арестовать вождя хариджитов, опасаясь увеличить количество своих врагов — и, сочтя происходящее слабостью, ал-Кирмани решился на союз с ал-Харисом. На переговоры, происходящие в мечети, внезапно прибыл Салман б. Ахваз, в грубых выражениях отчитавший ал-Кирмани — что лишь подогрело желание ал-Хариса и ал-Кирмани заключить союз против Насра. Осмелев, хариджиты начали открытый мятеж. Дальнейшее развитие событий — внезапное и нелогичное — показывает, насколько далеко зашёл процесс раскола в обществе.
Первое столкновение произошло между старым городом и западным пригородом, у ворот Майдана Йазида. Войска ал-Хариса понесли потери и отступили, после чего бой начали воины ал-Кирмани, стоявшие в одном фарсахе от города. Отправив подкрепление ал-Харису, отступавшему в старый город, ал-Кирмани повёл основные силы на дворец Насра. Бой шёл долго и с переменным успехом; сражались за каждый квартал. Наконец, ал-Харис начал искать мира — и Наср согласился с условием, что ал-Харис докажет свою верность, добив ал-Кирмани. Наср после подобного перемирия переехал из Мерва в Нишапур, самоустраняясь от происходящего — и в рядах как ал-Хариса, так и ал-Кирмани начался раскол. Ал-Кирмани начал назрушать дома своих врагов, чем вызвал ещё большее раздражение своих же воинов — а ал-Хариса всё больше обвиняли в сотрудничестве с идейным противником; некий Бишр б. Джурмуза отделился ото всех сторон конфликта и укрепился в Харкане. Ал-Харис немедленно поехал к Бишру и быстро убедил его вступить в союз против ал-Кирмани; объединёнными силами они атаковали укрывшегося за городской стеной Мерва ал-Кирмани. И ал-Харис, и Бишр были убиты — так что хозяином Мерва стал ал-Кирмани, немедленно приступивший к репрессиям в отношении родственником своих противников.
Наср ибн Саййар, даже видя поражение одного из мятежников и истощённость сил второго, не решился вернуться из Нишапура в Мерв. Даже когда войска ал-Кирмани выступили в сторону Мерверруда, на перехват им выступил не сам глава провинции, а Салман б. Ахваз. После трёхдневного сражения противники заключили перемирие — и лишь после этого к месту боевых действий прибыл сам Наср. Но и это не исправило положения — бои шли ещё 6 месяцев, до зимы 746/747 г. н. э. Пользуясь продолжительным отсутствием вождей, восстание подняло уже население Мерва, так что Насру пришлось быстро возвращаться в столицу провинции и подавлять мятеж. Ситуация в Мервском оазисе ещё более осложнилась с появлением там Абу Муслима, с которого начинается Третья фитна.

### Восстания в западной части Халифата
Одновременно с восстаниями хариджитов в Ираке произошла серия восстаний в Магрибе. В самом начале 129 г.х. (осень 747 г. н. э.) вспыхнуло восстание суфритов — и, хотя оно было подавлено, а его вождь убит и распят, сразу же вспыхнуло следующее. В сафаре (22.10-19.11) того же года выступили ибадиты под руководством Абдалдаббара б. Ма’на. Катастрофой закончилось столкновение с восставшим Тлемсеном, подробности которого арабские историки не упоминают вовсе — сообщая лишь, что армии Марвана потерпели поражение (17). Удалённый аль-Андалус раздирали этнические конфликты между разными группировками арабов — этот окраинный регион не управлялся не то что из Дамаска, но даже из Кайравана. Правительственные войска не имели никакой возможности привести эти провинции к повиновению.

### Переход к событиямТретьей фитны
Против нового халифа восстала вся империя. Марвану удалось за полтора года подавить восстание в Сирии; Месопотамия, вышедшая из-под его контроля, была по частям отвоевана у хариджитов, но на востоке внезапно гигантские размеры приняло восстание шиитов. 2 сентября 749 года шииты овладели Куфой; через несколько недель, 28 ноября, Абу-ль-Аббас, правнук Абдаллы ибн Аббаса — двоюродного брата Мухаммада, был объявлен халифом. С этого события формально и начинается Третья фитна — хотя гражданская война в Халифате шла уже не первый год.
25 января 750 года армия Марвана, старавшегося преградить шиитам путь в Месопотамию, потерпела сокрушительное поражение от Абу Муслима (выступавшего от имени Аббасидов и шиитов) в битве на реке Большой Заб, северном притоке Тигра. В сражении погибло до трёхсот членов клана Омейядов — практически всё царское семейство. Марван II бежал через Дамаск, Палестину и Иордан в Египет, где был пойман и казнён 6 августа 750 года.